# Джадо (коммуна)
Джадо — коммуна в Нигере, в регионе Агадес, в департаменте Бильма. Население — 1419 чел. (2010). На территории коммуны находятся руины ныне заброшенного города Джадо, давшего ей название.

## География
Коммуна находится в оазисе на северо-востоке Нигера, на территории пустыни Тенере, на юго-западной оконечности плато Джадо. Данная коммуна является самой восточной и одновременно самой северной в стране. На севере она граничит с Алжиром и Ливией, на востоке — с Чадом. В Нигере соседними коммунами являются Дирку на юге и Гугарам и Иферуан на западе.
В районе руин города Джадо, в оазисе, находятся заболоченные участки, служащие естественным инкубатором для разведения комаров. Южнее располагается долина Кауар. На западе пустыня Тенере сменяется плато Аир.

## История

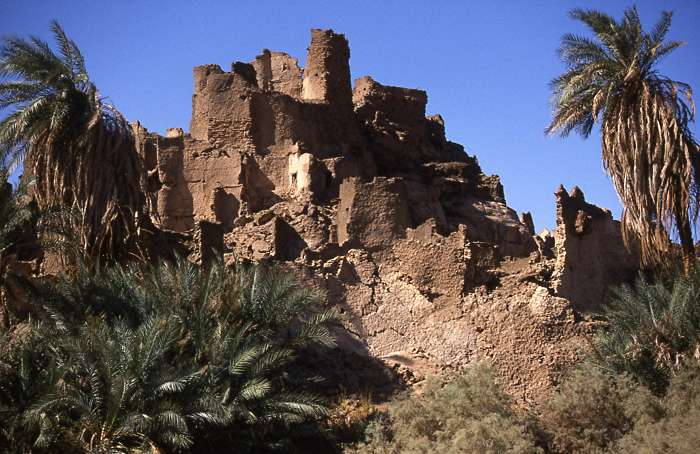
Руины города Джадо

Территорию Джадо с давних пор населяли представители народа котоко, создавшие культуру Сао. Само название, возможно, связано с населённым пунктом Джадо в Джабаль-Нафусе, что юго-западнее Триполи (Ливия). По крайней мере, со времён Дунары Дибалеми (1203—1243) Джадо вошёл в состав государства Канем-Бурну, управляемого династией Сефува. После некоторого периода независимости Джадо был вновь покорён династией Сефува (а именно, правителем Идрисом Алаумой, 1564—1596).
В XVIII—XIX веках, в связи с нарастающими набегами туарегов, жители стали покидать эти места. Этому также способствовала эпидемия малярии; переносчиками данной болезни являются комары. К 1860 г. здесь насчитывалось всего около 1000 канури и тубу. Основными источниками доходов для местного населения служили выращивание финиковой пальмы и торговля солью.

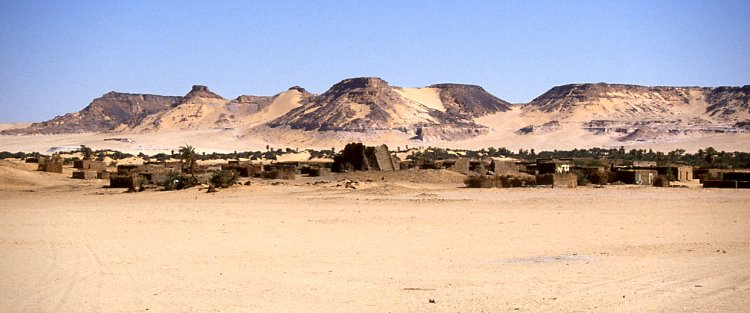
Сегедине

В конце XIX в. Джадо стал частью Французской Западной Африки. С 1960 года — в составе независимого Нигера.

## Население
В 2001 году население коммуны составляло 936 человек, в 2010 г. — 1419, в 2011 г. — 1488 (из них 802 мужчины и 686 женщин).
В состав коммуны входят четыре деревни: Ширфа (208 чел.), Орида (47 чел.), Сегедине (485 чел.) и Яба (196 чел.).
Население говорит, помимо языка тубу, на ливийском арабском, на языках теда и тамашек.

## Культура
Плато и крепость Джадо 26 мая 2006 г. были включены в предварительный Список всемирного наследия ЮНЕСКО.
Среди руин города Джадо немецким исследователем Уве Георге были обнаружены остатки христианской часовни. Возможно, христианство сюда проникло из Феццана, находившегося под влиянием Византии в VI веке.